# Арди, Александр Николаевич
Александр Николаевич Арди (настоящая фамилия — Нечаев, 16 января 1888; Таганрог, Российская империя — 4 января 1973; Ленинград, РСФСР, СССР) — советский актёр театра и кино, мастер озвучивания (дубляж), чтец. Заслуженный артист РСФСР.

## Биография
Родился 16 января 1888 года в актёрской семье в Таганроге.
После смерти отца мать не имела возможности участвовать в воспитании ребёнка, так как она разъезжала с гастролями. Поэтому, в возрасте восьми лет она отдала Александра в закрытый пансион при второй харьковской гимназии, а после четвёртого класса он был переведён во вторую казанскую классическую гимназию. Это учебное заведение он окончил экстерном в 1904 году. После учёбы поступил на юридический факультет Казанского университета, но из-за нехватки средств оставил учёбу после второго курса, а затем ушёл в актёрскую профессию. 
Всю Великую Отечественную войну Арди воевал на Ленинградском и других фронтах в составе агитбригады Ленинградского государственного Большого драматического театра им. Горького. 
Сменив множество различных театров и городов, Арди был приглашён в БДТ, где и остался работать. Принимал участие в литературных вечерах и концертах.
Умер 4 января 1973 года на 85-м году жизни в Ленинграде.

## Личная жизнь

### Семья
- Отец — Николай Иванович Арди (настоящая фамилия Нечаев, 1834—1890), театральный актёр.
- Мать — Ольга Васильевна Светлова (Арди), 1868—1947), театральная актриса.
- Супруга — Дагмара Евгеньевна Арди, 1910—2002), актриса, позже домохозяйка.
- Сын — Никита (1942—1988).
- Приёмная дочь — Надежда (Нэда)Александровна Арди, 10 декабря (23 декабря по другой дате) 1915 — 8 мая 1974, актриса театра и кино.

## Творческие работы

### Фильмография
- 1917 — Три капли крови
- 1918 — Исповедь монахини
- 1918 — Черная хризантема
- 1918 — Красная заря (Генри Алисон, жених Кэтти)
- 1919 — Тайна июльской ночи (Луи, шантажист, слуга банкира)
- 1953 — Любовь Яровая (фильм-спектакль), (роль: главнокомандующий)
- 1955 — Овод (врач)
- 1957 — Балтийская слава (германский адмирал)
- 1958 — Красные листья
- 1959 — Достигаев и другие (спектакль), (роль: адвокат)
- 1960 — Анафема (короткометражный)
- 1965 — Залп «Авроры» (министр)

### Театральные работы
Работы в театре БДТ (неполный список)
- Гаев («Вишнёвый сад» А.П. Чехова)
- Беркутов («Волки и овцы» А.Н. Островского)
- Кречинский («Свадьба Кречинского» А.В. Сухово-Кобылина)
- Панин («Русские люди» К.М. Симонова)
- Корнелиус («Корнелиус» Д. Пристли)
- И.В. Сталин («Кремлёвские куранты» Н.Ф. Погодина)
- Ван-Роза («Любовь земная и небесная» Б. Балаша)
- Профессор Гайгер («Перед заходом солнца» Г. Гауптмана)
- Преступление Энтони Грэхема (Хартли)

### Озвучивание
- 1963 — Пятеро из Ферганы (Хакимбек, роль Обида Джалилова)
- 1962, 1963 — Горные мстители  (Чехословакия)
- 1960 — Хитрый Петр (Гасан-паша, роль Идеала Петрова)
- 1956 — Бравый солдат Швейк (доктор Грюнштейн, роль Бедржиха Врбски)
- 1952 — Как важно быть серьёзным (Мерримен)

## Звания и награды

### Государственное звание
- Заслуженный артист РСФСР (07.03.1944)

### Военные награды
- Орден Красной Звезды (12.11.1945)[4]
- Медаль «За оборону Ленинграда» (22.12.1942)[4]
- Медаль «За победу над Германией в Великой Отечественной войне 1941—1945 гг.» (09.05.1945)[4]

## Издательства
- Исаак Осипович Дунаевский.Избранные письма.— Музыка, 1971.— 286с.
- Однотомное издание. Арди А. Н., Китайский учитель, или Случаются комедии и под вуалем: шутка в 2 д. - Б. м. , [нач. 20 в.] . - 51 с.
- Однотомное издание. Арди А. Н., Китайский учитель, или Случаются комедии и под вуалем: шутка-водевиль в 2 д. - Б. м. , 19-- . - 26 с.
- Реестр книжных памятников
- Александр Николаевич Арди (архивный комитет Санкт-Петербурга)